# 拉沙病毒
拉沙病毒（Lassa mammarenavirus）是一种屬於沙狀病毒科的病毒，它會使人类和其他灵长目动物罹患拉沙熱。拉沙病毒在西非国家塞拉利昂、几内亚共和国、尼日利亚和利比里亚等國家傳播廣泛，每年有30万至50万人感染，有5000人因拉沙病毒而死亡。